# Natalia Vodjanova
Natalia Michajlovna Vodianova (ryska: Ната́лья Миха́йловна Водяно́ва), född 28 februari 1982 i Nizjnij Novgorod, då Gorkij, är en rysk supermodell. 

## Karriär
När Vodianova var femton år gick hon med i en modellagentur och började gå på castings. Efter några år kom en "modellscout" från Paris och sade till Vodianova att hon hade stora möjligheter om hon bara lärde sig engelska vilket hon gjorde på 3 månader. Som sjuttonåring flyttade hon till Paris och skrev kontrakt med modellagenturen Viva. Hon blev snart ansiktet för Guccis parfymer, och efter många jobb på catwalken skrev hon kontrakt med Calvin Klein. Under denna tid som en av Calvin Kleins catwalk-modeller var hon även med en kort stund i filmen CQ.
Natalia medverkade även i 2009 års Eurovision Song Contest, som programledare för semifinalerna. 

## Privatliv
Vodianova och hennes make Justin Portman har tre barn tillsammans, Lucas (född 2001), Neva (född 2006) och Viktor (född 2007).